# Abel Kipsang
Abel Kipsang (22 novembre 1996) è un atleta keniota.

## Biografia
Ha partecipato ai Giochi di Tokyo 2020, gareggiando nei 1500 m, arrivando quarto.
Ha vinto 1 oro ai campionati africani di atletica leggera 2022 ed 1 bronzo ai campionati del mondo di atletica leggera indoor 2022, in entrambe le occasioni, sempre nei 1500 m.

## Palmarès
| Anno | Manifestazione          | Sede         | Evento       | Risultato | Prestazione | Note                          |
| ---- | ----------------------- | ------------ | ------------ | --------- | ----------- | ----------------------------- |
| 2019 | Giochi panafricani      | Rabat        | 800 m piani  | 4º        | 1'45"43     | Miglior prestazione personale |
| 2019 | Giochi panafricani      | Rabat        | 4×100 m      | Batteria  | 41"28       |                               |
| 2021 | Giochi olimpici         | Tokyo        | 1500 m piani | 4º        | 3'29"56     | Miglior prestazione personale |
| 2022 | Mondiali indoor         | Belgrado     | 1500 m piani | Bronzo    | 3'33"36     | Miglior prestazione personale |
| 2022 | Campionati africani     | Saint-Pierre | 1500 m piani | Oro       | 3'36"57     |                               |
| 2022 | Campionati africani     | Saint-Pierre | 4×400 m      | 4º        | 3'10"54     | [ 1 ]                         |
| 2022 | Mondiali                | Eugene       | 1500 m piani | 7º        | 3'31"21     |                               |
| 2022 | Giochi del Commonwealth | Birmingham   | 1500 m piani | 4º        | 3'30"82     |                               |
| 2023 | Mondiali                | Budapest     | 1500 m piani | 4º        | 3'29"89     |                               |
| 2024 | Giochi panafricani      | Accra        | 1500 m piani | Bronzo    | 3'39"45     |                               |

## Campionati nazionali
2019
- 5º ai campionati kenioti, 800 m piani - 1'46"19

2022
- Oro ai campionati kenioti, 1500 m piani - 3'36"17

2025
- Bronzo ai campionati kenioti, 1500 m piani - 3'40"20

## Altre competizioni internazionali
2021
- 8º all'Athletissima ( Losanna), 3000 m piani - 7'42"21
- 7º al Prefontaine Classic ( Eugene), miglio - 3'52"20
- 4º al Memorial Van Damme ( Bruxelles), 1500 m piani - 3'34"08

2022
- 4º al Prefontaine Classic ( Eugene), miglio - 3'50"87
- Argento all'Athletissima ( Losanna), 1500 m piani - 3'29"93
- Oro al British Grand Prix ( Birmingham), 1500 m piani - 3'35"15
- Oro al Doha Diamond League ( Doha), 1500 m piani - 3'35"70

2023
- 11º ai Bislett Games ( Oslo), 1500 m piani - 3'31"76
- Argento al Kamila Skolimowska Memorial ( Chorzów), 1500 m piani - 3'29"11
- Bronzo al Weltklasse Zürich ( Zurigo), 1500 m piani - 3'30"85

2024
- 12º al Prefontaine Classic ( Eugene), miglio - 3'51"82
- 13º al Doha Diamond League ( Doha), 1500 m piani - 3'35"67

2025
- 14º al Prefontaine Classic ( Eugene), miglio - 3'50"93
- 6º al Meeting de Paris ( Parigi), 1500 m piani - 3'29"46